# どうして恋してこんな
「どうして恋してこんな」（どうしてこいしてこんな）は、宇野実彩子のソロ名義としての1stシングル。2018年2月14日に発売。

## 概要
- AAAのメンバーである宇野実彩子のソロデビュー曲。
- 「CD+DVD」、「CD」の2形態とファンクラブ限定の「CD+DVD+GOODS」の計3形態で発売される。
- 主題曲のMusic Videoはアメリカのニューヨークで撮影された[1]。
- 主題曲はCD発売に先立ち、2018年1月17日に先行配信が始まった[2]。

## 収録曲

### CD+DVD
CD
1. どうして恋してこんな  [4:28]
ラグーナテンボス 冬キャンペーンソング
2. めずらしい夜 [4:06]
3. どうして恋してこんな (Instrumental) [4:28]
4. めずらしい夜 (Instrumental) [4:02]

DVD
1. どうして恋してこんな (Music Clip)
2. どうして恋してこんな (Making Movie)

### CD
CD
1. どうして恋してこんな
2. めずらしい夜
3. どうして恋してこんな (Instrumental)
4. めずらしい夜 (Instrumental)

### CD+DVD+GOODS（ファンクラブ限定 実彩子盤）
CD
1. どうして恋してこんな 
ラグーナテンボス 冬キャンペーンソング
2. めずらしい夜
3. どうして恋してこんな (Instrumental)
4. めずらしい夜 (Instrumental)

DVD
1. どうして恋してこんな (Music Clip)
2. どうして恋してこんな (Making Movie)

GOODS
1. オリジナルピック（2種）
2. フォトブック
3. 直筆サイン入りメッセージカード